# Ambassade d'Algérie en Chine
L'ambassade d'Algérie en Chine est la représentation diplomatique de l'Algérie en Chine, qui se trouve à Pékin, la capitale du pays.

## Histoire

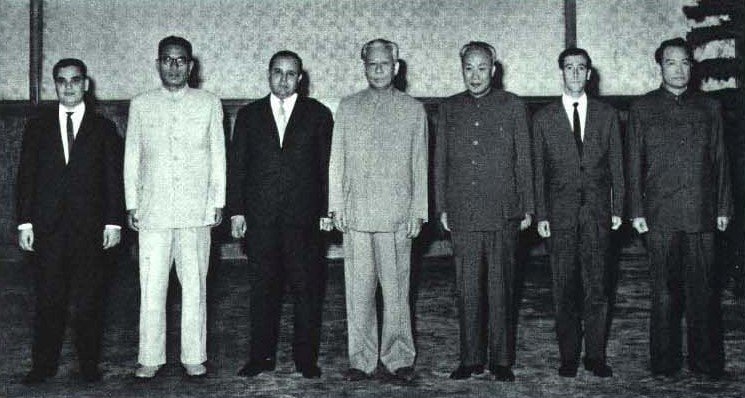
photo de groupe après que l'ambassadeur d'Algérie en Chine M'hamed Yala (troisième à gauche) ait présenté ses lettres de créance à Liu Shaoqi le 2 août 1964.

Le 19 septembre 1958, le gouvernement provisoire de la République algérienne est établi au Caire. Le 22 septembre, la République populaire de Chine a annoncé la reconnaissance du gouvernement intérimaire et a officiellement établi des relations diplomatiques le 20 décembre.
En 1961, le gouvernement provisoire algérien a envoyé une mission diplomatique en Chine. En 1962, l'Algérie est officiellement devenue indépendante et en 1964 elle a commencé à envoyer son ambassadeur en Chine.

## Ambassadeurs d'Algérie en Chine
| Date de nomination | Date de nomination | Date de départ    | Date de départ | Ambassadeur             |
| ------------------ | ------------------ | ----------------- | -------------- | ----------------------- |
| 15 mai 1961        |                    | 15 septembre 1962 |                | Abdurrahmane Kiwan      |
| septembre 1962     |                    | juin 1964         |                | Omar Suhal              |
| 24 juillet 1964    |                    | juillet 1965      |                | M'hamed Yala            |
| 3 février 1966     |                    | 4 juillet 1971    |                | Mohand Cherif Sahli     |
| 14 juillet 1971    |                    | 2 novembre 1974   |                | Taleb Bendiab Chaïb     |
| 13 avril 1975      |                    | 22 août 1977      |                | Mohamed Messaoud Kellou |
| 11 décembre 1978   |                    | août 1982         |                | Ali Abdellaoui          |
| 22 septembre 1982  |                    | juillet 1984      |                | Abdelkrim Gheraïeb      |
| 17 septembre 1984  |                    | septembre 1986    |                | Abdelghani Akbi         |
| 26 septembre 1986  |                    | septembre 1987    |                | Noureddine Khelladi     |
| 19 septembre 1987  |                    | septembre 1989    |                | Lazhari Cheriet         |
| 21 octobre 1989    |                    | juillet 1992      |                | Mourad Bencheikh        |
| 6 octobre 1992     |                    | septembre 1994    |                | Mahieddine Abed         |
| 3 novembre 1994    |                    | septembre 1995    |                | Khalfa Mameri           |
| juin 1996          |                    | 31 mai 2001       |                | Amine Kherbi            |
| août 2001          |                    | septembre 2005    |                | Abdelmadjid Bouguerra   |
| 5 octobre 2005     |                    | janvier 2011      |                | Djamel-Eddine Grine     |
| 14 février 2011    |                    | mars 2016         |                | Hassane Rabehi          |
| mars 2016          |                    |                   |                | Ahcene Boukhelfa,       |
| Novembre 2021      |                    | en fonction       |                | Hassane Rabehi          |